# Martín Torrijos Espino
Martín Erasto Torrijos Espino (Chitré; 18 de julio de 1963) es un político panameño. Fue el 35°. presidente constitucional de la República de Panamá, durante el período del 1 de septiembre de 2004 al 30 de junio de 2009. Es hijo del general Omar Torrijos Herrera.

## Biografía
Es hijo del general Omar Torrijos Herrera y de la educadora Xenia Espino. Tras culminar sus estudios primarios en Ciudad de Panamá, obtuvo títulos en Ciencias Políticas (1986) y Economía (1998) en la Universidad de Texas A&M. 
Entre 1988 y 1992, trabajó en McDonald’s Corporation en la ciudad de Chicago, donde ocupó el cargo de Gerente Administrativo y de Operaciones.
Además, ejerció profesionalmente en forma privada, como asesor económico de firmas internacionales en temas de comunicación, construcción, agroexportación y en la industria marítima. Es miembro del Club de Madrid.
El año 1992 marca el inicio de su liderazgo político. Asume la dirección del Frente de la Juventud del Partido Revolucionario Democrático (PRD) como primer secretario, destacándose rápidamente se convierte en dirigente nacional del partido. 
Se desempeñó, durante el gobierno del Presidente Ernesto Pérez Balladares, como Viceministro de Gobierno y Justicia, posición desde donde realizó la modernización del sistema penitenciario nacional. Por esta última, se hizo merecedor del reconocimiento de la Organización de las Naciones Unidas (ONU) y del Gobierno de España.
En las elecciones del año 1999, ganó en la nominaciones internas del PRD la postulación como candidato a la Presidencia de la República, pero no alcanza un triunfo electoral.  
Para las elecciones del 2 de mayo de 2004, alcanza por segunda vez la nominación presidencial por el PRD, quien encabeza la alianza Patria Nueva -conjunción de partidos socialdemócratas, socialcristianos y liberales- obteniendo un triunfo electoral con el respaldo del 47 % de los electores. 
El programa torrijista del PRD se expresará en su gestión de gobierno durante un quinquenio, caracterizado por desarrollar un conjunto de programas de desarrollo local y de atención a las personas más necesitadas, combinado con una acertada agenda internacional que coloca nuevamente a Panamá en el escenario mundial, como país clave en el centro de las Américas, un crecimiento sostenido de la economía y la implementación de importantes reformas al Estado. Para transitar en esa dirección se utilizaron como estrategias sociales: Políticas sociales integrales y focalizadas geográfica y demográficamente; programas y proyectos desarrollados de manera intersectorial; gasto social e inversión social eficiente y eficaz de forma que procurara garantizar servicios de calidad y cobertura integral a los distintos grupos poblacionales del país. 
El gobierno de Torrijos convocó a un diálogo nacional a las fuerzas sociales y laborales del país para consensuar una salida negociada a la seguridad social y su principal institución, la Caja de Seguro Social. Se concretó en la Ley 51 de 2005, con acuerdos que sentaron las bases para el sostenimiento del sistema, evitándose la bancarrota de la Caja de Seguro Social. Se creó un nuevo modelo de pensiones que para las nuevas generaciones tiene dos componentes: uno de beneficios definidos y otro de ahorro personal, dándole un margen de libertad al afiliado para elegir el momento en el cual decide pensionarse y se mantuvo el carácter público y solidario de la CSS, con un aumento del número de cotizantes activos a prácticamente 920 mil personas.
El plan de Gobierno tenía como metas prioritarias hacerle frente al desempleo y a la pobreza extrema. En estos sectores, el presidente logró avances sustanciales. Disminuye el desempleo y crea un sistema de subsidios para personas de pobreza extrema. Esto conllevó al Desarrollo de instrumentos operativos de focalización de la inversión y a las creación de mecanismos tales como: PRODEC, PROINLO, PRODEM. También se utilizaron como estrategias para las políticas sociales mecanismos consultivos de participación ciudadana y la reorganización institucional y creación de nuevas instituciones como el MIDES, MIVI, INADEH, SENACYT, SENADIS, SENAPAN, entre otros. 
Muy especialmente llevó adelante el programa Red de Oportunidades, donde el 96% de los hogares en pobreza extrema quedaron bajo la cobertura de la red; en ese período abarcó 73 mil 338 hogares en 609 corregimientos del país.
Otras de sus primeras acciones fue crear dos importantes Secretarias a nivel presidencia: una para integración de las personas con discapacidad (SENADIS) y otra para la Innovación Gubernamental. 
Otros programas de innovación fueron, por ejemplo: Panamá Compra. Panamá Emprende. Panamá Tramita. Conéctate al conocimiento. Consultas en el Registro Público de Panamá por internet. Gaceta Oficial Digital. Sistema Legisdata.
Las reformas más importantes fueron: Reforma Fiscal. Reforma del Sistema de Seguridad Social. Reforma del sistema bancario. Reforma del régimen aduanero. Reforma de régimen migratorio. Reforma del sector turismo. Reforma del régimen de contrataciones públicas y reformas profundas en el tema de seguridad.
Asimismo, el Canal en manos panameñas es administrado durante su período con altos grados de eficiencia y logró crear las condiciones para llevar adelante los trabajos de ampliación del Canal de Panamá, sometiendo a una consulta popular que fue respaldada por ocho de cada diez panameños. 
Durante su mandato, se hizo una votación popular para cerciorarse de que el pueblo panameño estaba de acuerdo con la Ampliación del Canal de Panamá.
Las obras culminaron el año 2016, segundo año de gobierno de Juan Carlos Varela.

## Presidencia (2004-2009)

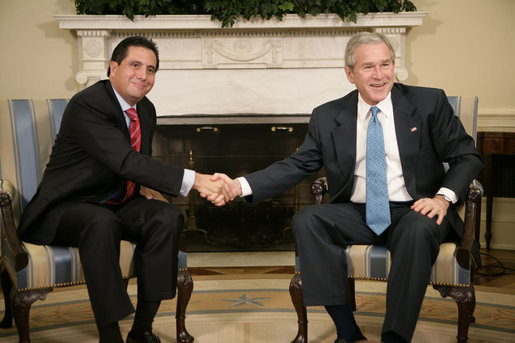
Martín Torrijos y su homólogo estadounidense George W. Bush en el Despacho Oval el.

El día 1 de septiembre, El presidente electo Martín Torrijos fue investido como Presidente Constitucional de la República de Panamá para el periodo (2004-2009), por el Presidente de la Asamblea Legislativa Jerry Wilson, además de los dos Vicepresidentes de la República, Samuel Lewis Navarro y Rubén Arosemena. 
A la toma de posesión asistieron entre otros, el Secretario de Estado de los Estados Unidos Collin Powell, el Príncipe de Asturias, Presidentes de América Latina y más de 70 representantes de los países con los que Panamá mantiene relaciones diplomáticas.
Torrijos asumió la presidencia de la nación bajo una serie de tensiones internacionales con los gobiernos de Venezuela y Cuba, producto de un indulto otorgado a escasos días de concluir el mandato de la presidenta Mireya Moscoso, a Luis Posada Carriles y otros cinco anticastrenses en agosto de 2004. Ambas naciones rompieron relaciones diplomáticas ya que Carriles era requerido por la justicia de Cuba y Venezuela. Sin embargo, el gobierno de Torrijos normaliza las relaciones diplomáticas con ambas naciones.
| Predecesor: Mireya Moscoso | 35°. Presidente Constitucional de la República de Panamá 1 de septiembre de 2004 - 30 de junio de 2009 | Sucesor: Ricardo Martinelli |

## Vida personal
Está casado con Vivian Fernández, y son padres de 3 hijos: Daniella María, Martín Omar y Nicolás Antonio.

## Distinciones Honoríficas
- Collar de la Orden de Isabel la Católica (2008)